# Ooooooohhh... On the TLC Tip
Ooooooohhh... On the TLC Tip ist das Debüt-Studioalbum der US-amerikanischen Hip-Hop und R&B-Girlgroup TLC. Er erschien am 25. Februar 1992 bei LaFace Records. Der Titel des Albums entstammt der letzten Zeile von Left Eye’s Rapvers in Ain’t 2 Proud 2 Beg.
Obwohl das Trio zuvor gänzlich unbekannt und Atlanta, Georgia bis dato nicht als Künstlerort bekannt war, platzierte sich das Album in den Billboard 200 auf Platz 14. Nachdem TLC durch ihren Nachfolger CrazySexyCool internationale Bekanntheit erlangten, konnte sich das Album wiederum in mehreren Länder platzieren. Die Recording Industry Association of America prämierte Ooooooohhh... On the TLC Tip mit 4× Platin für über vier Millionen verkaufte Einheiten in den USA. Weltweit konnte sich das Album über 6 Millionen Mal verkaufen und ist damit das dritterfolgreichste Album der Band.

## Hintergrund
Am 28. Februar 1991 unterschrieben Tionne Watkins und Lisa Lopes einen Plattenvertrag beim Atlanta-lokalisierten Musiklabel Pebbitone, verwaltet von Perri Reid, genannt Pebbles. Der erste veröffentlichte Beitrag des Duos befand sich auf dem 1991 publizierten Album Damian Dame von Damian Dame, einem Künstler des Labels LaFace Records. Über Damian Dame fand Pebbles das dritte Mitglied der Band, Dame’s Background-Tänzerin Rozonda Thomas.
Nach einem erfolgreichen Casting wurde auch Thomas im April 1991 unter Vertrag genommen. Als Name der Band wurde zwischenzeitlich TLC gewählt, ein Akronym der drei Künstlernamen T-Boz, Left-Eye und Chilli. Die Band wechselte zu LaFace im Mai desselben Jahres, wodurch Arista Records zukünftig für die Albenpublizität verantwortlich war.
Für das Album kollaborierte TLC mit Babyface, L.A. Reid und Dallas Austin, Da Funky Bunch, Jermaine Dupri und Marley Marl zusammen. Lisa Lopes verfasste alle ihre Texte und den größten Teil der Texte ihrer Bandmitglieder. Die Albumproduktion wurde im Dezember 1991 beendet.

## Kritiken
| Professionelle Bewertungen | Professionelle Bewertungen |
| -------------------------- | -------------------------- |
| Kritiken                   |                            |
| Quelle                     | Bewertung                  |
| AllMusic                   | [ 9 ]                      |
| Entertainment Weekly       | A                          |
| Album of the Year.org      | [ 11 ]                     |
| Rolling Stone              | [ 12 ]                     |

Ooooooohhh... On the TLC Tip erhielt zu seinem Erscheinen positive Kritiken und war ein Überraschungserfolg. Ken Tucker von Entertainment Weekly nannte TLC in seiner Kritik eine „perfekte Pop-Gruppe für die nächste Zeit“ und lobte insbesondere die Zusammensetzung der Gruppe und ihre Aussage. Steve Huey von AllMusic schrieb in seiner Kritik für AllMusic, dass das Album zwar „uneben“ sei, aber die „besten Momente auf On the TLC Tip ihre Popularität verdienen“ und die Bahn geöffnet hätten für den „explosionsartigen Erfolg, den die Gruppe später erhielt“.

## Titelliste
| #  | Titel                           | Gastbeitrag | Produzent                            | Länge |
| -- | ------------------------------- | ----------- | ------------------------------------ | ----- |
| 1  | Intro                           |             |                                      | 0:30  |
| 2  | Ain’t 2 Proud 2 Beg a           |             | Dallas Austin                        | 5:36  |
| 3  | Shock Dat Monkey b              |             | L. A. Reid, Babyface, The Deele      | 5:08  |
| 4  | Intermission I                  |             |                                      | 0:19  |
| 5  | Hat 2 da Back c                 |             | Dallas Austin                        | 4:16  |
| 6  | Das da Way We Like 'Em d        |             | Marley Marl                          | 5:01  |
| 7  | What About Your Friends         |             | Dallas Austin                        | 4:53  |
| 8  | His Story                       |             | Dallas Austin                        | 4:23  |
| 9  | Intermission II                 |             |                                      | 0:59  |
| 10 | Bad by Myself e                 |             | Jermaine Dupri, Da Funky Bunch       | 3:55  |
| 11 | Somethin’ You Wanna Know        |             | Daryll Simmons, The Deele            | 5:43  |
| 12 | Baby-Baby-Baby                  |             | L. A. Reid, Babyface, Daryll Simmons | 5:15  |
| 13 | This Is How It Should Be Done f |             | Marley Marl                          | 4:27  |
| 14 | Depend on Myself g              |             | Dallas Austin                        | 4:11  |
| 15 | Conclusion                      |             |                                      | 0:48  |

Hinweis
- die meisten digitalen Streamingplattformen listen den Song Das Da Way We Like 'Em unter dem alternativen Titel Way We Like 'Em

Samples

## Singleauskopplungen
| Jahr | Titel                   | Höchstplatzierung, Gesamtwochen, AuszeichnungChartplatzierungen (Jahr, Titel, , Platzierungen, Wochen, Auszeichnungen, Anmerkungen) | Höchstplatzierung, Gesamtwochen, AuszeichnungChartplatzierungen (Jahr, Titel, , Platzierungen, Wochen, Auszeichnungen, Anmerkungen) | Höchstplatzierung, Gesamtwochen, AuszeichnungChartplatzierungen (Jahr, Titel, , Platzierungen, Wochen, Auszeichnungen, Anmerkungen) | Höchstplatzierung, Gesamtwochen, AuszeichnungChartplatzierungen (Jahr, Titel, , Platzierungen, Wochen, Auszeichnungen, Anmerkungen) | Höchstplatzierung, Gesamtwochen, AuszeichnungChartplatzierungen (Jahr, Titel, , Platzierungen, Wochen, Auszeichnungen, Anmerkungen) | Anmerkungen                                                   |
| Jahr | Titel                   | DE | AT | CH | UK | US | Anmerkungen                                                   |
| ---- | ----------------------- | --- | --- | --- | --- | --- | ------------------------------------------------------------- |
| 1991 | Ain’t 2 Proud 2 Beg     | — | — | — | UK13 (5 Wo.)UK | US6 Platin · (22 Wo.)US | Erstveröffentlichung: 22. November 1991 Verkäufe: + 1.050.000 |
| 1992 | Baby-Baby-Baby          | — | — | — | UK55 (3 Wo.)UK | US2 Platin · (33 Wo.)US | Erstveröffentlichung: 29. Mai 1992 Verkäufe: + 1.000.000      |
| 1992 | What About Your Friends | — | — | — | UK59 (2 Wo.)UK | US7 Gold · (27 Wo.)US | Erstveröffentlichung: 28. August 1992 Verkäufe: + 500.000     |
| 1993 | Hat 2 da Back           | — | — | — | — | US30 (15 Wo.)US | Erstveröffentlichung: 29. Januar 1993                         |

## Rezeption

### Chartplatzierungen
Ooooooohhh... On the TLC Tip stieg in der ersten Verkaufswoche auf Platz 105 der Billboard 200 und erreichte später mit Rang 14 seine Höchstplatzierung. Darüber hinaus erreichte das Album Rang drei in den Top R&B/Hip-Hop Albums.
| ChartsChartplatzierungen       | Höchstplatzierung | Wochen |
| ------------------------------ | ----------------- | ------ |
| Vereinigte Staaten (Billboard) | 14 (73 Wo.)       | 73     |

| ChartsJahrescharts (1992)      | Platzierung |
| ------------------------------ | ----------- |
| Vereinigte Staaten (Billboard) | 43          |

| ChartsJahrescharts (1993)      | Platzierung |
| ------------------------------ | ----------- |
| Vereinigte Staaten (Billboard) | 54          |

### Auszeichnungen für Musikverkäufe
Im Mai 1996 verlieh die Recording Industry Association of America (RIAA) dem Album 4× Platin für 4 Millionen verkaufte Einheiten in den USA. Weltweit verkaufte sich das Album über 6 Millionen Mal (Stand: Dezember 2011).
| Land/Region               | Auszeichnungen für Musikverkäufe (Land/Region, Auszeichnung, Verkäufe) | Verkäufe  |
| ------------------------- | ---------------------------------------------------------------------- | --------- |
| Kanada (MC)               | Platin                                                                 | 100.000   |
| Vereinigte Staaten (RIAA) | 4× Platin                                                              | 4.000.000 |
| Insgesamt                 | 5× Platin ·                                                            | 4.100.000 |

Hauptartikel: TLC (Band)/Auszeichnungen für Musikverkäufe

## Ooooooohhh... On the Video Tip
Oooooooohhh... On the Video Tip ist das erste Kompilations-Videoalbum von TLC.
Es beinhaltet Musikvideos des Debütalbums sowie Making-of-Material zu den Videos Ain’t 2 Proud 2 Beg, Hat 2 da Back, Baby-Baby-Baby, What About Your Friends, Get It Up und zu Sleigh Ride, einem Beitrag für den Soundtrack von Kevin – Allein in New York.
Weiteres Material besteht aus Interviews, Live-Auftritten und gelöschten Szenen. Die Kompilation konnte sich bei den Billboard Top-Music-Videos auf Platz 7 rangieren.
Ein weiteres Videoalbum nach ähnlichem Konzept veröffentlichte TLC 1996 mit CrazyVideoCool, dieses Mal für ihr Nachfolgealbum CrazySexyCool.

### Titelliste
| # | Titel                                       | Regisseur              | Länge |
| - | ------------------------------------------- | ---------------------- | ----- |
| 1 | Ooooooohhh on the Video Tip (intro)         | Joseph Kahn            | 2:11  |
| 2 | Ooooooohhh... on the TLC Interview          | Faith Jones            | 6:20  |
| 3 | Behind the Scenes – Ain’t 2 Proud 2 Beg     | Lionel C. Martin       | 4:30  |
| 4 | Ain’t 2 Proud 2 Beg (Musikvideo)            | Lionel C. Martin       | 4:10  |
| 5 | Ain’t 2 Proud 2 Beg (live)                  | Thompson Lennier       | 3:30  |
| 6 | Behind the Scenes – What Abour Your Friends | Matthew Rolston        | 2:55  |
| 7 | What About Your Friends (Musikvideo)        | Matthew Rolston        | 4:20  |
| 8 | Baby-Baby-Baby (Musikvideo)                 | Keith Ward, Perri Reid | 4:10  |

 Bonus 
- Interaktives Menü
- Sleigh Ride (Musikvideo) – 4:00
- Hat 2 da Back (Musikvideo) – 4:10
- Get It Up (Musikvideo) – 4:10
- Baby-Baby-Baby (live) – 4:30

### Chartplatzierungen
| ChartsChartplatzierungen       | Höchstplatzierung | Wochen |
| ------------------------------ | ----------------- | ------ |
| Vereinigte Staaten (Billboard) | 7 (… Wo.)         | …      |